# Henri Lignon
Henri Lignon (Lorena, 1884 - ?) fue un ciclista francés que fue profesional entre 1905 y 1914. No obtuvo ninguna victoria destacada, pero acabó en dos ocasiones segundo en el Campeonato de Francia de Ciclismo en Ruta en 1907 y 1909.

## Palmarés
1907
2º en el Campeonato de Francia de Ciclismo en Ruta
1909
Reims-Nancy
2º en el Campeonato de Francia de Ciclismo en Ruta
3º en la Paris-La Flèche
1910
Coppa Val d'Olona
3º en el Giro de la Romagna
1911
5º en la Milán–San Remo

### Resultados en el Tour de Francia
- 1905. 16º en la clasificación general.